# Tipula (Lunatipula) perfidiosa
Tipula (Lunatipula) perfidiosa is een tweevleugelige uit de familie langpootmuggen (Tipulidae). De soort komt voor in het Nearctisch gebied.